# Tristan Garcia
Pour les articles homonymes, voir García.
Tristan Garcia, né le 5 avril 1981 à Toulouse, est un écrivain et philosophe français. Il est maître de conférences à la faculté de philosophie de l'université Jean-Moulin-Lyon-III.

## Biographie
Fils de professeurs, Tristan Garcia est né à Toulouse et a vécu son enfance en Algérie. Après avoir fait ses classes préparatoires littéraires au lycée Pierre-de-Fermat, il intègre l'École normale supérieure de la rue d'Ulm et l'université Paris-Sorbonne où il se spécialise en philosophie. Sa thèse de doctorat, dirigée par Sandra Laugier et soutenue à l'université de Picardie, est intitulée Arts anciens, arts nouveaux. Les formes de nos représentations de l'invention de la photographie à aujourd'hui.
Amateur de cinéma et de séries télévisées, il rate par deux fois le concours d'entrée à la Fémis, mais il effectue des études à l'École de cinéma documentaire « Varan ».
Après avoir été refusé par cinq éditeurs, son premier roman, La Meilleure Part des hommes, est publié en septembre 2008 chez Gallimard. Ce roman retrace, à travers le parcours de trois personnages, l'arrivée du sida au sein du mouvement homosexuel dans les années 1980. Le livre reçoit un accueil globalement favorable des critiques et du public. Il remporte le Prix de Flore 2008. Il est adapté au théâtre en 2012.
En 2010 parait Mémoires de la jungle, son deuxième roman, qui à l'inverse du précédent rencontre un accueil mitigé de la critique. Il reçoit pour ce livre le Prix de la Biennale du livre d’histoire à Pontivy (Morbihan) le 25 mars 2012. La même année, le recueil de nouvelles En l'absence de classement final obtient le Grand Prix de Littérature Sportive.
Il publie en octobre 2011 un essai de métaphysique aux Presses universitaires de France : Forme et objet. Un traité des choses. Influencé par Alain Badiou qui le juge prometteur, il s'inscrit dans le courant du réalisme spéculatif, s’inspire de Quentin Meillassoux et est proche de l'« Ontologie Orientée vers l'Objet » de Graham Harman.
Depuis avril 2012, Tristan Garcia codirige avec Jean-Baptiste Jeangène Vilmer une collection sur les séries télévisées aux Presses universitaires de France. Ayant mis fin à cette aventure, il lance en 2019 une collection d'essais sur le 9e art aux éditions Aedon, codirigée avec Nicolas Tellop : « Le Club de la bande dessinée ».
Il est le compagnon de la philosophe et musicienne Agnès Gayraud. Le compagnon de la mère de Tristan Garcia est fils du déporté Pierre Seel.

## Œuvre

### Littérature
- La Meilleure Part des hommes, Paris, Éditions Gallimard, coll. « Blanche », 2008, 305 p. (ISBN 978-2-07-012064-2)traduit en anglais, en italien, en espagnol et en allemand, et sélectionné au Prix Goncourt du premier roman et au Prix Médicis
- Mémoires de la jungle, Paris, Éditions Gallimard, coll. « Blanche », 2010, 367 p. (ISBN 978-2-07-012914-0)
- En l'absence de classement final, Paris, Éditions Gallimard, coll. « Blanche », 2012, 205 p. (ISBN 978-2-07-013747-3)[9]
- Le Saut de Malmö et autres nouvelles, Paris, Éditions Folio, coll. « Folio 2 », 2014, 128 p.sélection de 9 des 30 nouvelles extraites de En l'absence de classement final
- Les Cordelettes de Browser : Roman, Paris, éditions Denoël, 2012, 288 p. (ISBN 978-2-207-11362-2)
- Faber : Le Destructeur, Paris, Éditions Gallimard, coll. « Blanche », 2013, 462 p. (ISBN 978-2-07-014153-1)sélectionné aux prix Décembre, Médicis et Femina
- 7, Paris, Éditions Gallimard, coll. « Blanche », 2015, 576 p. (ISBN 978-2-07-014988-9)Prix du Livre Inter 2016
- La Ligne  (photogr. Alexandre Guirkinger), Paris, RVB, 2016, 128 p. (ISBN 979-10-90306-52-3)Existe en édition limitée à 50 exemplaires : livre et 2 tirages argentiques C41 sur papier Kodak brillant, 12 × 18 cm, numérotés et signés
- Papiers Tombés, Éditions Le Pli, 2018 . Sur les dessins de Frédéric Dupré.
- Âmes : Histoire de la souffrance, t. 1, Paris, Éditions Gallimard, coll. « Blanche », 2019, 720 p. (ISBN 978-2-07-279834-4)[10],[11]
- Vie contre vie : Histoire de la souffrance, t. 2, Paris, Éditions Gallimard, coll. « Blanche », 2023, 704 p. (ISBN 978-2-07-302159-5)

### Philosophie et essais
- L'Image, Paris, Atlande, coll. « Clefs Concours », 2007, 317 p. (ISBN 978-2-35030-064-1).
- Nous, Animaux et Humains : Actualité de Jeremy Bentham, Paris, Bourin éditeur, coll. « Actualité de la philosophie », 2011, 204 p. (ISBN 978-2-84941-224-4)
- Forme et objet. Un traité des choses, Paris, Presses universitaires de France, coll. « MétaphysiqueS », 2011, 464 p.Traduit en anglais - Form and Object : A Treatise on Things, Edinburgh University Press, 2014 (Jon Cogburn and Mark Allan Ohm)
- Six Feet Under : Nos vies sans destin, Paris, Presses universitaires de France, 2012, 128 p. (ISBN 978-2-13-059421-5)
- La vie intense : Une obsession moderne, Paris, Éditions Autrement, coll. « Les grands mots », 2016, 203 p. (ISBN 978-2-7467-4315-1)Sélectionné au prix Femina essai
- Nous, Paris, Éditions Grasset, coll. « Figures », 2016, 320 p. (ISBN 978-2-246-85840-9)
- Tristan Garcia, « Pour une métabolisation », dans Mark Alizart, Dorian Astor, Armen Avanessian, Emanuele Coccia, Johan Faeber, Camille Louis, Pacôme Thiellement, Marion Zilio, Laurent de Sutter (dir.), Postcritique, Presses universitaires de France, coll. « Perspectives critiques », 17 avril 2019, 300 p. (ISBN 978-2-13-081745-1)[12].
- Kaléidoscope : Images et Idées, vol. 1, Paris, Éditions Léo Scheer, 2019, 500 p. (ISBN 978-2-7561-1266-4)
- Laisser être et rendre puissant, Presses universitaires de France, coll. « MétaphysiqueS », 2023, 432 p. (ISBN 978-2-13-084789-2)

### Direction de travaux collectifs
- Codirection avec Pierre-Alexandre Fradet du dossier « Réalisme spéculatif », in Spirale, numéro 255, hiver 2016, [lire en ligne] [introduction au dossier]
- Codirection avec Nicolas Tellop de la collection « Club de la Bande Dessinée », éditions AEDON, 2019[13].
- Codirection avec Vincent Normand de (en) Theater, Garden, Bestiary: A Materialist History of Exhibitions, Berlin, Lausanne, Sternberg Press, ECAL, aout 2019 (ISBN 978-3-95679-455-1, lire en ligne).

### Préfaces et postfaces
- « Critique et rémission », postface à Algèbre de la Tragédie de Mehdi Belhaj Kacem, Paris, Léo Scheer, 2014 (édition révisée de la conférence éponyme donnée au colloque Penser le contemporain à la lumière de L'Esprit du nihilisme, Autour de Mehdi Belhaj Kacem, ENS, 22-24 mars 2013).
- Préface à Noël en Février de Sylvia Hansel, Paris, Rue Fromentin, 2015
- Préface à Collections préhistoriques de Camille Henrot, Paris, Manuella, 2016
- Préface à L'Anti-atome, Franquin à l'épreuve de la vie de Nicolas Tellop, Montrouge, PLG, 2017
- Préface à Chroniques martiennes de Ray Bradbury, Denoël, collection Lunes d'encre, 2019
- Préface à Un songe de Corto Maltese - à propos de Fable de Venise de Nicolas Tellop, Aedon, collection Le Club de la bande dessinée, 2019

## Prix et distinctions
- Prix de Flore 2008, pour La Meilleure Part des hommes
- Prix François-Victor-Noury 2009 de l'Académie française
- Grand prix de littérature sportive 2012, pour En l'absence de classement final
- Prix de la Biennale du livre d’histoire à Pontivy 2012, pour Mémoires de la jungle
- Écrivain de l'année de GQ 2013, pour Faber. Le Destructeur
- Prix du Lundi 2015 pour 7
- Prix du Livre Inter 2016, pour 7

#### Articles en français
- Mehdi Belhaj Kacem, « Lettre à Tristan Garcia, au sujet de son livre Forme et objet et de l'ontologie qu'il y développe », La Revue littéraire, Éditions Léo Scheer, no 52,‎ février/mars 2012.
- Mohmed Ben Mustapha, « La catégorie de la solitude », Al-Mukhatabat, no 22,‎ avril 2017, p. 169-184.
- Florian Forestier, « Tristan Garcia : Forme et objet », Actu Philosophia,‎ 21 mars 2012 (lire en ligne).
- Pierre-Alexandre Fradet, « Ni moderne, ni postmoderne, ni réactionnaire : quelques remarques sur la postface de Tristan Garcia à Algèbre de la tragédie de Mehdi Belhaj Kacem », Strass de la philosophie,‎ 7 avril 2015 (lire en ligne).
- Pierre-Alexandre Fradet, « Charles De Koninck et la pensée spéculative contemporaine (Meillassoux, Grant, Garcia, Bergson)Une étude comparative autour de la question du réel », Laval théologique et philosophique, vol. 72, no 2,‎ juin 2016, p. 227-259 (lire en ligne).
- Alexandre Gefen, « Tristan Garcia. Imaginer d'autres mondes », Le Magazine littéraire, no 553,‎ mars 2015.
- Jean-Clet Martin, « La ligne de flottaison/Tristan Garcia », Strass de la philosophie,‎ 24 juin 2014 (lire en ligne).
- Jean-Clet Martin, « Le monde plat de Tristan Garcia », Strass de la philosophie,‎ 24 juin 2014 (lire en ligne).

#### Articles en anglais
- (en) Nathan Brown, « Speculation at the Crossroads: A Review of Tristan Garcia's Form and Object », Radical Philosophy, no 188,‎ novembre/décembre 2014.
- (en) Graham Harman, « Object-Oriented France: The Philosophy of Tristan Garcia », Continent, vol. 2, no 2.1,‎ 2012 (lire en ligne).
- (en) Graham Harman, « Tristan Garcia and the thing-in-itself », Parrhesia journal, no 16,‎ 2013, p. 26-34 (lire en ligne).

#### Ouvrages
- (en) Perrine Bailleux, « Eating biscuits, a Revolution. A philosophical dialogue about everything for kids and adults », dans Virginie Bobin (dir.), Composing Differences : Imagining New Models for Knowledge Production and Exchange, Dijon, Les Presses du réel, juin 2015, 208 p. (ISBN 978-2-84066-789-6, présentation en ligne), extraits d'une adaptation (pour enfants) du traité de métaphysique Forme et objet. Un traité des choses de Tristan Garcia.

#### Conférences
- (en) Graham Harman, « Garcia's Jungle », conférence in 90e anniversaire des Presses Universitaires de France, PUF, Zagreb, 22-23 juin 2012